# Avenue B and C, Arizona
Avenue B and C je naseljeno područje za statističke svrhe u američkoj saveznoj državi Arizona. Prema popisu stanovništva iz 2010. u njemu je živjelo 4,176 stanovnika.